# Kloster Böddeken

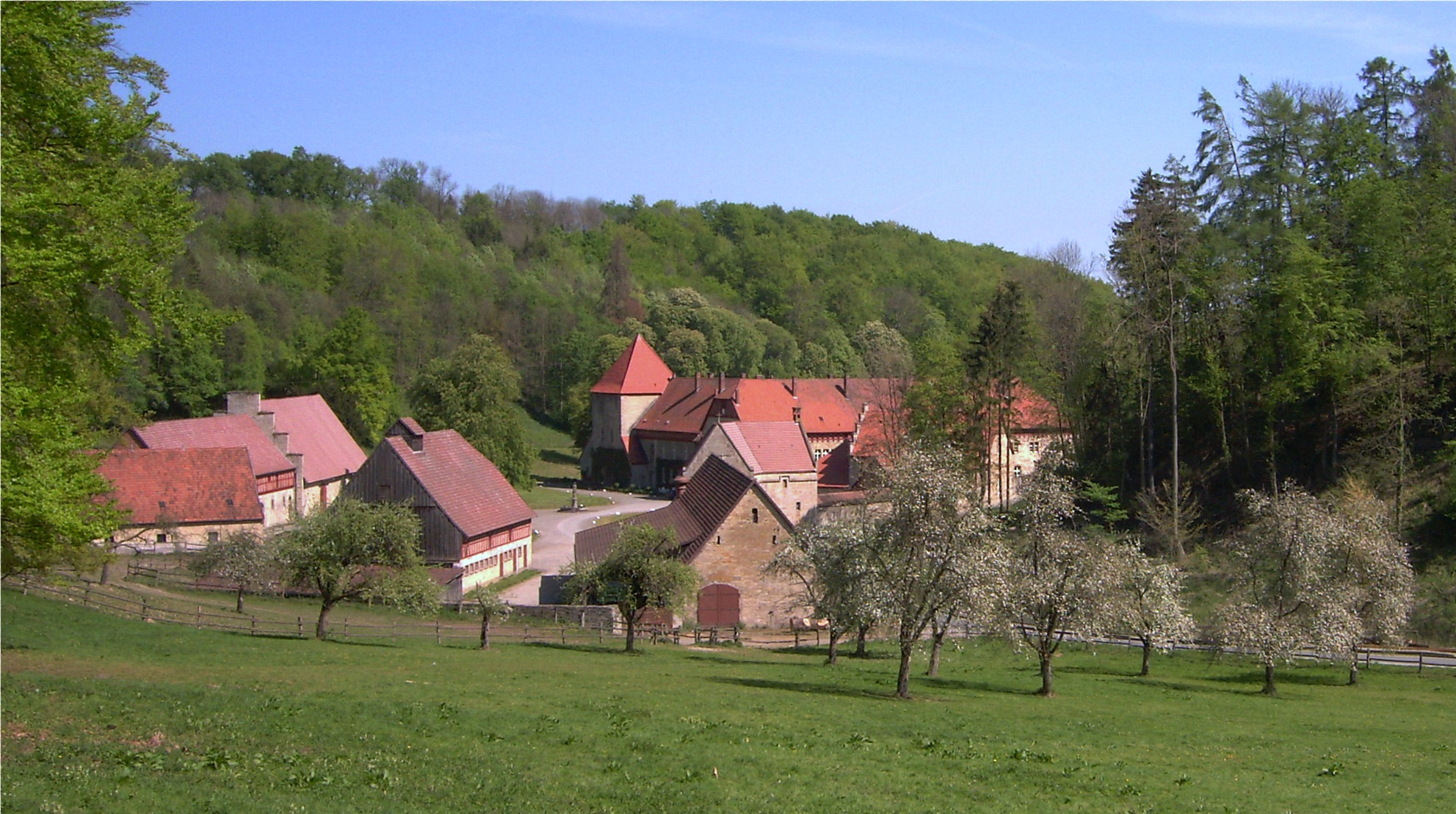
Ehemaliges Kloster und heutiges Gut Böddeken

Das Kloster Böddeken war ein vom heiligen Meinolf gegründetes Kloster in Böddeken, das seit dem 9. Jahrhundert bis zu Beginn des 19. Jahrhunderts bestand. Im 15. Jahrhundert gingen im Rahmen der Windesheimer Kongregation bedeutende Reformierungen vom zeitweise wohlhabenden Kloster Böddeken aus.

## Geschichte

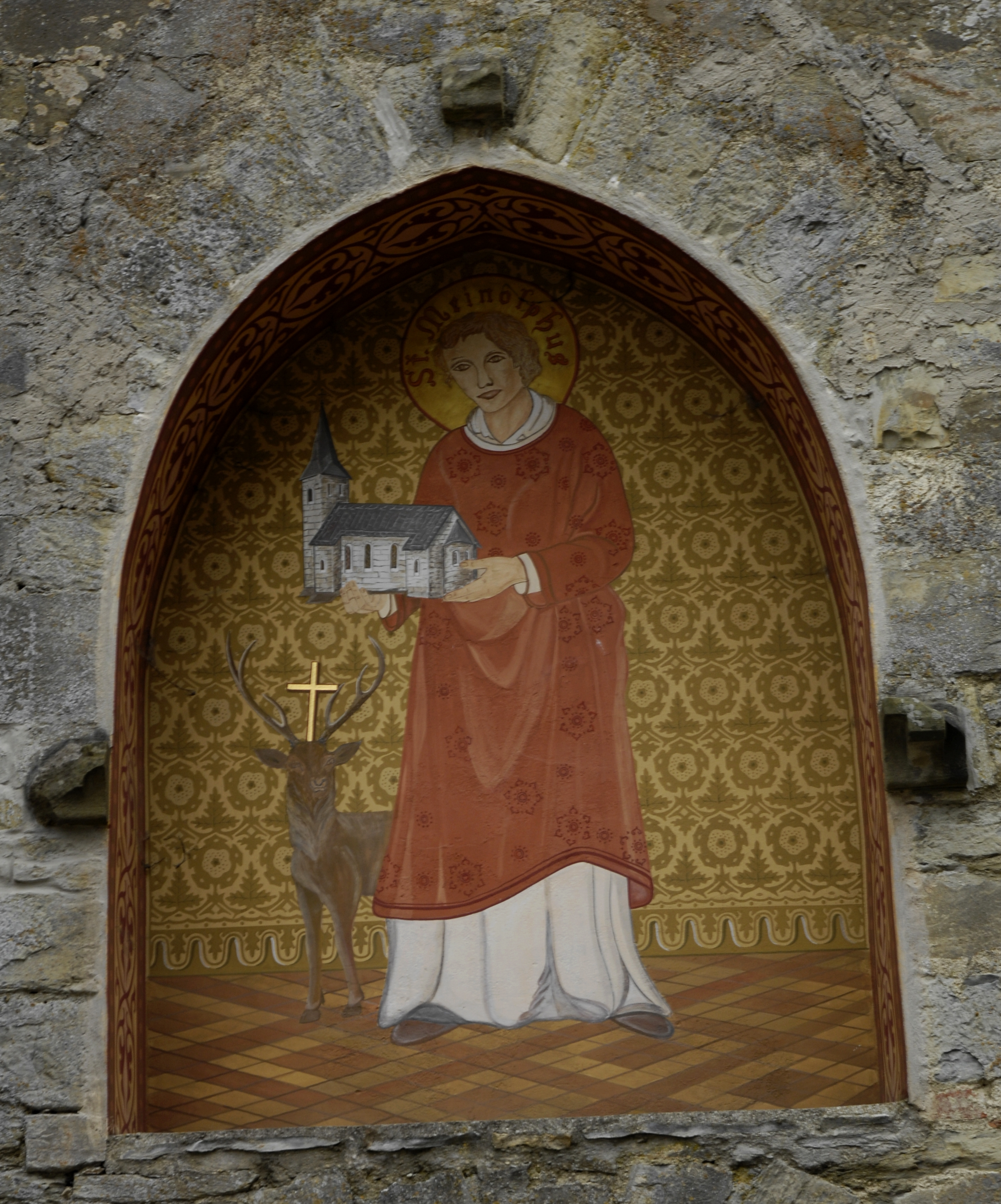
Darstellung des heiligen Meinolf am Torhaus in Böddeken

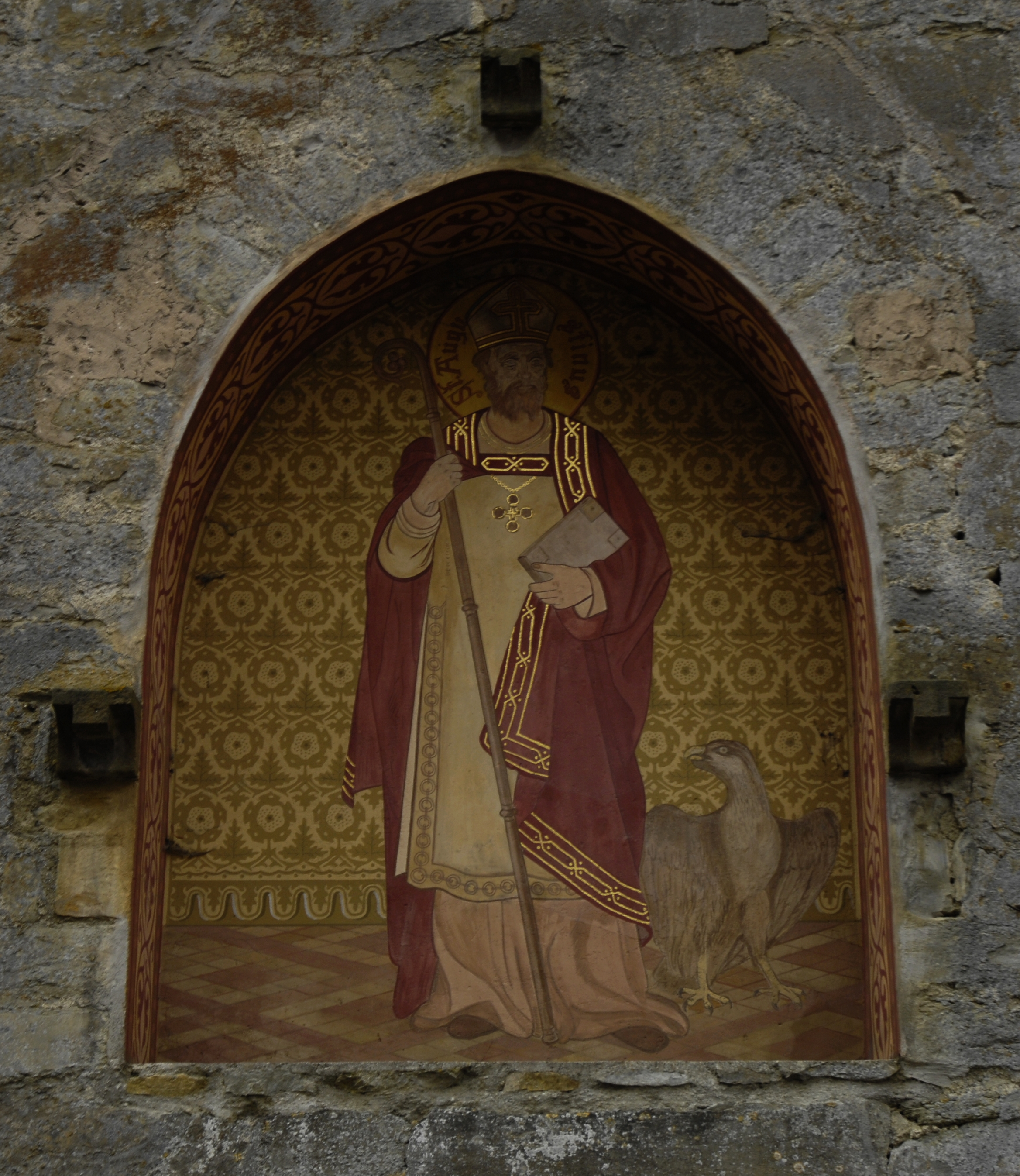
Bildnis des St. Augustinus am Torhaus des ehemaligen Klosters

Gegründet wurde das älteste Kloster des Hochstiftes Paderborn im Jahre 836 durch den Paderborner Archidiakon Meinolf als Frauenstift. Nur die 815 gegründete Abtei Corvey war älter, erlangte aber schon bald ihre Unabhängigkeit vom Paderborner Bischof. Wenig ist über die Frühzeit des Hauses bekannt. Der Archidiakon Meinolf leitete zu diesem Zeitpunkt die Delegation des Paderborner Bistums, zum Zwecke der Translatio der Reliquien des heiligen Liborius von Le Mans nach Paderborn. Meinolf gelobte den Bau des Frauenklosters in Bodicon. Die Legende erzählt, dass sich Meinolf an diesem Ort ein Hirsch mit einem Kreuz im Geweih gezeigt habe. Das Kanonissenstift wurde über die Jahre zu einem einflussreichen und wohlhabenden Kloster. Mehr und mehr wurden nur Frauen mit adeligem Hintergrund aufgenommen. Seit dem 11. Jahrhundert kam die Bezeichnung als Kanonissenstift auf. Von der Prosperität des Konvents kündet auch die Erneuerung des Reliquienschreins des heiligen Meinolf im 13. Jahrhundert.
Es scheinen wirtschaftliche Schwierigkeiten gewesen zu sein, die das Kloster im 14. Jahrhundert in den Niedergang trieben. Nach einer Darstellung brannte das Kloster im Jahr 1370 ab, eine weitere thematisiert als Ursache des Niedergangs „Fehden, der Pest und Siedlungsreduktion im Paderborner Land“. Ursprünglich religiöse Aufgaben durch die Versorgungsfunktion des Hauses für adelige Frauen gerieten in den Hintergrund. Die letzte Äbtissin Walburga von dem Walde (amt. 1390–1408) wohnte mit einer Dienerin in einer Klause an der Kirche und 1408 soll die Kirche selbst als Viehunterstand benutzt worden sein.
Die innere Neugründung folgte Anfang des 15. Jahrhunderts durch die Reformbewegung der Windesheimer Kongregation. Zunächst übertrug 1408/09 der Paderborner Fürstbischof Wilhelm (1382–1428) die Rechte an niederländische Augustiner-Chorherren aus dem Kloster Windesheim bei Zwolle. Diese schlossen sich den Reformbewegungen an und machten aus dem Kloster eines der größten deutschen Klöster, mit mehr als 40 Chorherren und über 170 Laienbrüdern. Im Zuge der Reformtätigkeit entstand durch Ankauf, Schenkungen und vor allem durch die Schreibtätigkeit der Kanoniker eine umfangreiche Klosterbibliothek. Die Vogtei über das Kloster hatten zeitweilig die Herren von und zu Brenken inne, worauf sich die Ballade Das Fegefeuer des westfälischen Adels von Annette von Droste-Hülshoff bezieht. Die Chorherren folgten einem sehr bescheidenen und arbeitsreichen Kodex, der nicht nur das Kloster selbst zur Blüte führte, sondern auch viele andere Klöster Europas befruchtete. Chorherren aus Böddeken wanderten auch in die Schweiz und nach Frankreich aus. Das Reformkloster selbst war Anziehungspunkt für viele Besucher. Mit diesem Wiederaufbau und Ruhm eng verbunden ist der im päpstlichen Italien geschulte Kirchenreformer und Historiker Gobelin Person, der 1421 in Böddeken starb. Bis 1430 unterstand Böddeken dem Neußer Kapitel der Augustiner-Chorherren.
Im 15. Jahrhundert wurde das Kloster schließlich zur bedeutenden Größe innerhalb der Devotio moderna und der Windesheimer Kongregation. Andreas Beriger bezeichnete das Kloster Böddeken als „Das im deutschen Sprachraum bekannteste und wichtigste Windesheimer Kloster“.
So wurde beispielsweise im Jahr 1441 das Kloster Immichenhain durch das Kloster Böddeken reformiert, im gleichen Jahr „besetzte“ Bischof Albert von Minden den Kanonissenstift Kloster Möllenbeck mit Augustinerchorherren aus Böddeken, worauf es im Jahr 1444 der Windesheimer Kongregation zugeteilt wurde. 1443 besiedelten Chorherren aus Böddeken das verlassene Kloster Kirschgarten in Worms und machten es zu einem regionalen Zentrum der kirchlichen Erneuerung, 1447 wurde das Kloster Höningen in der Pfalz, dem Böddeker Konvent unterstellt. 1465 beauftragte der Erzbischof Adolf von Mainz den Prior von Böddeken, den Frauen aus den Klöstern Immenhausen, Volkmarsen und Naumburg die Regeln des Kölner Schellenkonvents aufzuerlegen bzw. zu empfehlen. 1480 reformierte der Prior des Klosters Böddeken im Auftrag des Mainzer Erzbischofs Diether von Isenburg das Kloster Weißenstein. Rektoren und Beichtväter im Kloster Weißenstein waren fortan Chorherren aus Böddeken.
Die Reformationszeit hatte, anders als in anderen Teilen des Hochstifts Paderborn, keine nachhaltigen Auswirkungen. Dennoch konnte das Kloster an seiner Blütezeit nicht mehr anknüpfen. Aus der Zeit zwischen 1502 und 1543 berichtete der Laienbruder Göbel aus dem Klosterleben.

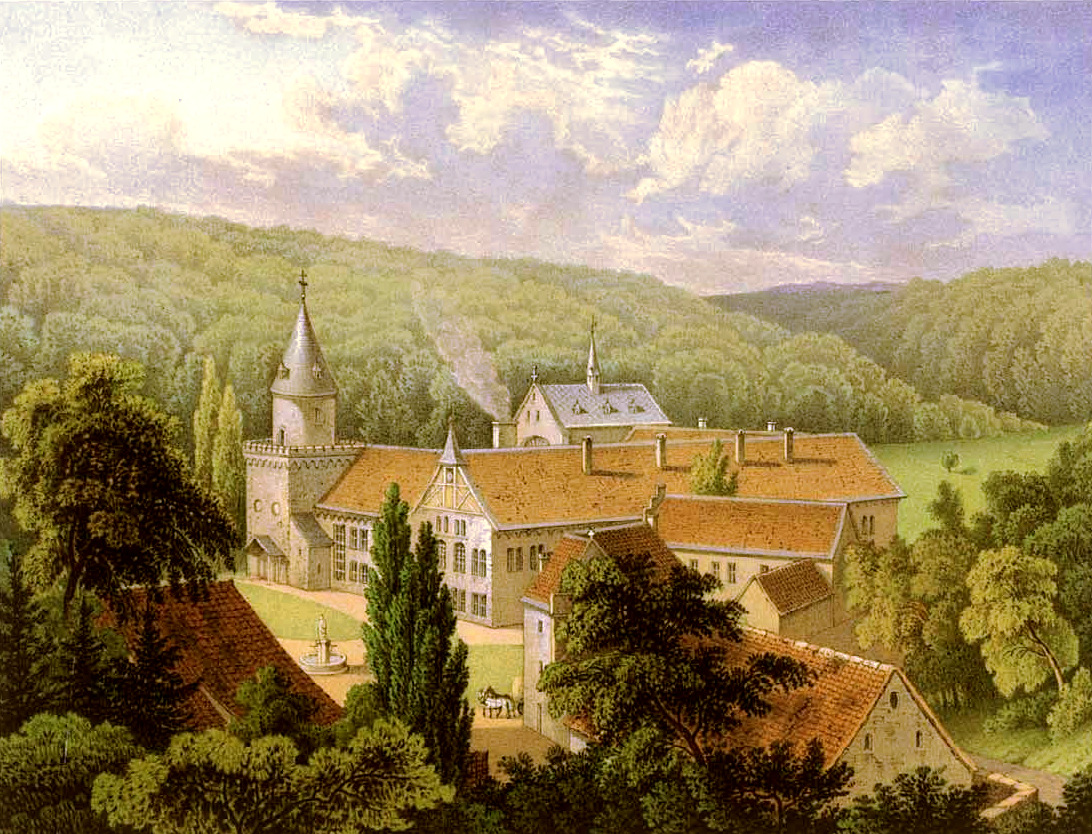
Alte Darstellung bei Alexander Duncker (19. Jh.)

Im Vorgriff auf den Reichsdeputationshauptschluss von 1803 besetzten preußische Truppen am 3. August 1802 das Hochstift Paderborn. Am 19. Februar 1803 lösten Beamte und Soldaten das Augustinerkloster auf und der Gutshof mit über 670 Morgen Wirtschaftsfläche ging im Rahmen der Säkularisation als Staatsdomäne an den Fiskus. Chorherr Welschof schrieb seine damalige Entrüstung nieder:

„Es sah recht heidnisch aus und man sollte geglaubt haben, es wäre Nabuchodonosor, welcher S.C. den Tempel zu Jerusalem ausplündern ließ, auf der tube gewesen, als man den Herrn Kommissarius mit seinem Referendair und Schreiber, und Administrator Gunst mit seiner Frau, und Verwalter und mit seinem Vater, dem Landvogt zu Neuhaus, mitten zwischen den heiligen Gefäßen, den Kelchen, Patenen, Monstranzen, Ciborien, Weihrauchfässern, Messekenchern, Waschetellern, Reliquienkästen und Leuchtern, welche entehrt und entheiligt auf der Erde herumlagen, sitzen, essen und trinken sah.“

Die Domäne wurde 1822 vom ersten Landrat des Kreises Büren, Josef von Hartmann, erworben und ging später durch Heirat an die Familie von Mallinckrodt. Es ist der Geburtsort des Landrates Clemens von Droste zu Hülshoff und des Malers Ludwig Erdmann.

## Nutzung

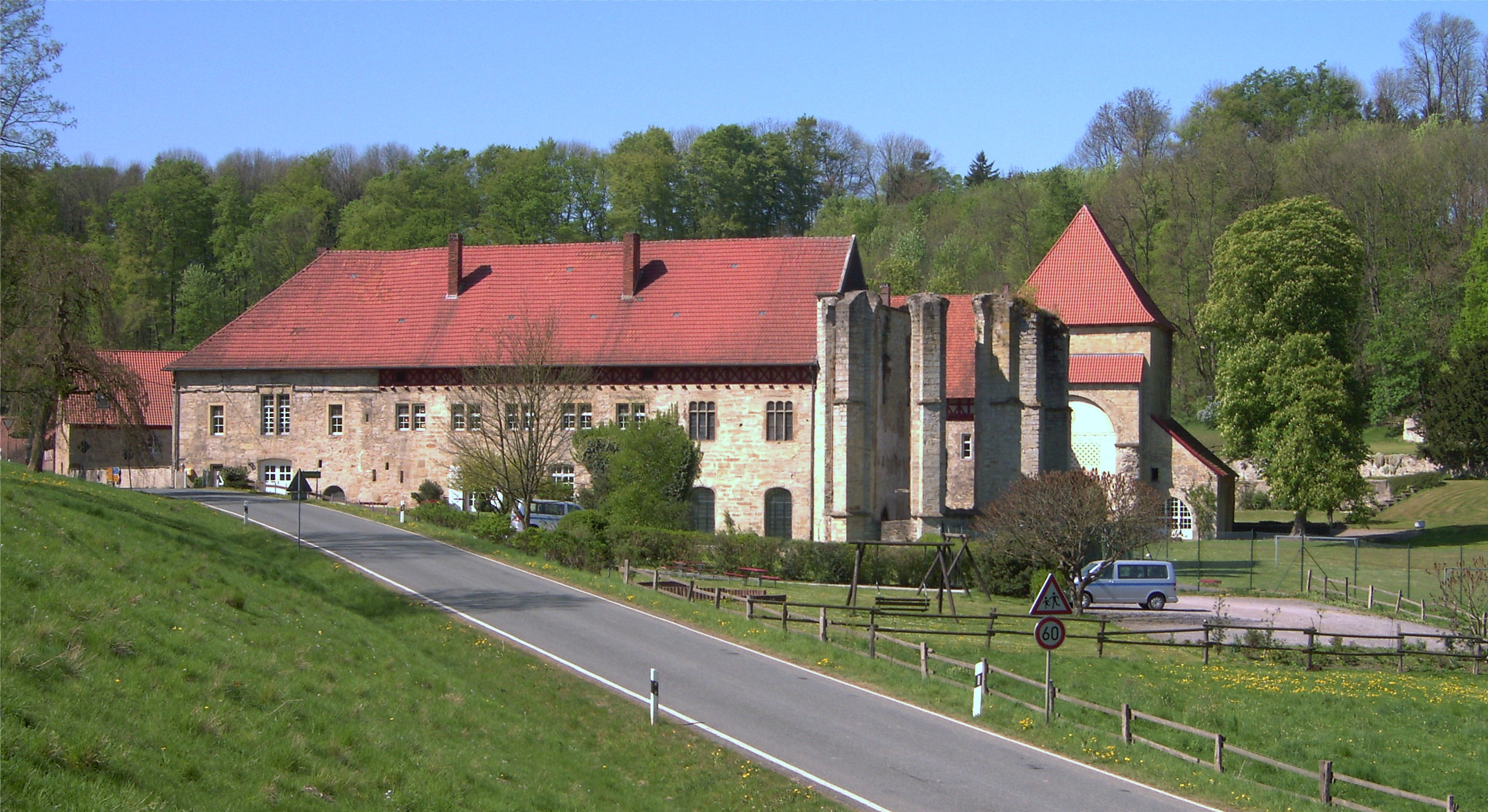
Landesstraße L751/818 mit Gut Böddeken und der Ruine der ehemaligen Klosterkirche

Die Gutsverwaltung von Mallinckrodt verwaltet die der Familie von Mallinckrodt gehörende Gesamtanlage. Das Gut mit seinen Flächen wird weiterhin als landwirtschaftlicher Betrieb bewirtschaftet. Seit 1978 befindet sich im Ostflügel des ehemaligen Konventsgebäudes ein Fachinternat mit 51 Plätzen für Kinder. Seit 2008 besteht auf Böddeken ergänzend zum Internat eine private Wohngrundschule.
Die Anlage ist nur teilweise und von außen öffentlich zugänglich.

## Historische Aufarbeitung
Der Historiker Heinrich Rüthing bedauerte in seinem 1980 als Artikel veröffentlichen Vortrag über die Wirtschaftsgeschichte des Klosters Böddeken die „trotz vorzüglicher Quellenlage“ bis dahin nur im Ansatz vorgenommene Behandlung der Wirtschaftsgeschichte des Klosters.

## Persönlichkeiten
- Göbel Schickenberges (lebte um 1500), Chronist und Vogt sowie Laienbruder im Kloster Böddeken[29]
- Jodocus Mattenklodt († 1698), Geschichtsschreiber und Augustiner-Pater im Kloster Böddeken[30]

### Allgemeines
- Wilhelm Schmidt: Leben des heiligen Meinolph. Diakonus an der Kirche zu Paderborn – Stifter des Klosters Böddeken (793–857). 2. berichtigte und vermehrte Auflage, Paderborn 1884 [1855].
- Hubert Vogel: Die Wewelsburg und das ehemalige Kloster Böddeken. Paderborn 1899.
- Johannes Pöppelbaum: Der heilige Meinolphus und seine Stiftung nach alten und neuen Quellen dargestellt. Paderborn 1913.
- Eugen Schatten: Kloster Böddeken und seine Reformtätigkeit im 15. Jahrhundert. Borgmeyer, Münster 1918 (Digitalisat).
- Alois Schröer: Die Kirche in Westfalen vor der Reformation. Band 2. Aschendorff Verlag, Münster 1967, S. 288–296 (Vorschau in Google-books).
- Reinhard Oberschelp: Beiträge zur Geschichte des Kanonissenstiftes Böddeken (837–1408). In: Westfälische Zeitschrift. Band 118, 1968, S. 157–188.
- Wilhelm Segin: Budicensia. In: Westfälische Zeitschrift. Band 123, 1973, S. 91–114 (PDF).
- Alfred Cohausz: Aus den letzten Tagen des Klosters Böddeken. In: Die Warte. Band 9, 1976, S. 20f.
- Wilhelm Segin: Domus sancti Meynulphi confessoris in Bodiken (Böddeken). In: Wilhelm Kohl (Hrsg.): Deutsches Sprachgebiet (= Monasticon Windeshemense. Band 2). Brüssel 1977, S. 60–70.
- Wilhelm Segin: Die Namen der Böddeker Chorherrn (1409–1803). In: Westfälische Zeitschrift. Band 128, 1978, S. 229–287 (PDF).
- Heinrich Rüthing: Zur Wirtschaftsgeschichte des Klosters Böddeken vom 14. bis zum 16. Jahrhundert. In: Westfälische Zeitschrift. Band 130, 1980, S. 150–166 (Digitalisat).
- Heinrich Rüthing: Die Inschrift an der mittelalterlichen Pforte des Klosters Böddeken. In: Die Warte. Band 66, 2005, S. 2–4.
- Gudrun Gleba: Rezension zu: Rüthing, Heinrich (Hrsg.): Die Chronik Bruder Göbels. Aufzeichnungen eines Laienbruders aus dem Kloster Böddeken 1502 bis 1543. Bielefeld 2005. In: H-Soz-u-Kult, 3. Mai 2006.
- Hubertus Hagemeier: Sagenhaftes aus dem Hochstift Paderborn. Sutton Verlag, Erfurt 2011, S. 52–54 (Vorschau in Google-books).
- Vivien Bienert: Gestiftet für Gottes Lohn. Der Reliquienschrein des heiligen Meinolphus in Böddeken (Westfalen). In: Klaus Gereon Beuckers, Dorothee Kemper (Hrsg.): Mittelalterliche Reliquiare und ihre Typen zwischen Innovation und Tradition (= Objekte und Eliten in Hildesheim 1130 bis 1250. Band 2). Regensburg 2017, S. 183–194.

### Bibliothek und Buchproduktion
- Wolfgang Oeser: Die Handschriftenbestände und die Schreibtätigkeit im Augustiner-Chorherrenstift Böddeken. In: Börsenblatt für den Deutschen Buchhandel. Band 48, 1965, S. 2383–2448.
- Renate Kroos: Beiträge zur Geschichte der Klosterbibliothek Böddeken. In: Börsenblatt für den Deutschen Buchhandel – Frankfurter Ausgabe. Band 89, 1968 (= Archiv für Geschichte des Buchwesens. Band 62), S. 2913–2918.
- Joachim Vennebusch: Einbandstempel des Chorherrenstifts Böddeken und des Fraterhauses in Münster. In: Archiv für Geschichte des Buchwesens. Band 23, 1982, S. 1421–1428.
- Johannes Schilling: Hinweise und Funde. Eine Lactanz-Inkunabel aus dem ehemaligen Augustinerchorherrenstift Böddeken. In: Westfalen. Band 64, 1986, S. 125f.
- Heinrich Rüthing: Eine neue Handschrift der mittelniederdeutschen Lebensbeschreibung des hl. Meinolf von Böddeken. In: Westfälische Zeitschrift. Band 141, 1991, S. 329–335.
- Erzsébet Soltész: Gotische Blindstempeleinbände der Klosterbuchbinderei Böddeken in der Széchényi Nationalbibliothek zu Budapest. In: Gutenberg-Jahrbuch. Band 72, 1997, S. 298–302.
- Hermann-Josef Schmalor: Spätmittelalterliche Bucheinbände aus der Werkstatt des Augustiner-Chorherrenstifts Böddeken in der Erzbischöflichen Akademischen Bibliothek Paderborn. In: Johannes Altenberend (Hrsg.): Kloster – Stadt – Region. Festschrift für Heinrich Rüthing (= Sonderveröffentlichung des Historischen Vereins für die Grafschaft Ravensberg. Band 10). Bielefeld 2002, S. 219–234.
- Hermann-Josef Schmalor: Handschriften und Frühdrucke aus den Augustiner-Chorherrenstiften Böddeken und Dalheim in der Erzbischöflichen Akademischen Bibliothek Paderborn (= Veröffentlichungen der Erzbischöflichen Akademischen Bibliothek Paderborn. Band 13). Paderborn 2014.
- Vivien Bienert: Das Augustiner-Chorherrenstift Böddeken. Bibliothek und Buchproduktion im 15. Jahrhundert (= Forschungen zu Kunst, Geschichte und Literatur des Mittelalters. Band 7). Böhlau, Köln 2024.